# Филиппов, Иван Михайлович
Иван Михайлович Филиппов — советский футболист, вратарь. Выступал за команды московского «Спартака»: «Красная Пресня», «Пищевики», «Дукат» и «Промкооперация» и сборную Москвы.
Иван Филиппов, первая культовая личность среди спартаковских вратарей — более 10 сезонов в команде. Филиппов пришёл в команду в 1924 году, но заиграл в основе в 1926 году.
В 1941 году Иван Филиппов добровольцем ушёл на фронт, после Великой Отечественной войны уехал на Урал, в город Тавда.
По словам журналиста Акселя Вартаняна, Филиппов прошёл всю войну и дошёл до Берлина.

## Достижения
Сборная Москвы
- Победитель Чемпионата РСФСР: 1931
- Победитель турнира «Матч трёх городов»: 1931
- Серебряный призёр Чемпионата РСФСР: 1932

Спартак (Москва)
- Чемпионат Москвы
  - Победитель: 1927 (о), 1934 (в)
  - Бронзовый призёр: 1927 (в), 1928
- Кубок Тосмена
  - Победитель: 1929
- входил в список 33 лучших игроков (3): 1928, 1930 и 1931

## Статистика в сборной Москвы
| Выступление      | Выступление      | Выступление      | Чемпионат РСФСР | Чемпионат РСФСР | Матч городов | Матч городов | Прочие | Прочие | Итого | Итого |
| Клуб             | Лига             | Сезон            | Игры            | Голы            | Игры         | Голы         | Игры   | Голы   | Игры  | Голы  |
| ---------------- | ---------------- | ---------------- | --------------- | --------------- | ------------ | ------------ | ------ | ------ | ----- | ----- |
| Сборная Москвы   | Официальные      | 1929             | —               | —               | —            | —            | 2      | -5     | 2     | -5    |
| Сборная Москвы   | Официальные      | 1930             | —               | —               | 1            | -3           | 2      | -4     | 3     | -7    |
| Сборная Москвы   | Официальные      | 1931             | 3               | -3              | 2            | -3           | —      | —      | 5     | -6    |
| Сборная Москвы   | Официальные      | 1932             | 1               | -1              | —            | —            | 4      | -8     | 5     | -9    |
| Сборная Москвы   | Официальные      | 1933             | —               | —               | 1            | -2           | 1      | -3     | 2     | -5    |
| Сборная Москвы   | Итого            | Итого            | 4               | -4              | 4            | -8           | 9      | -20    | 17    | -32   |
| Всего за карьеру | Всего за карьеру | Всего за карьеру | 4               | -4              | 4            | -8           | 9      | -20    | 17    | -32   |